# Medamus

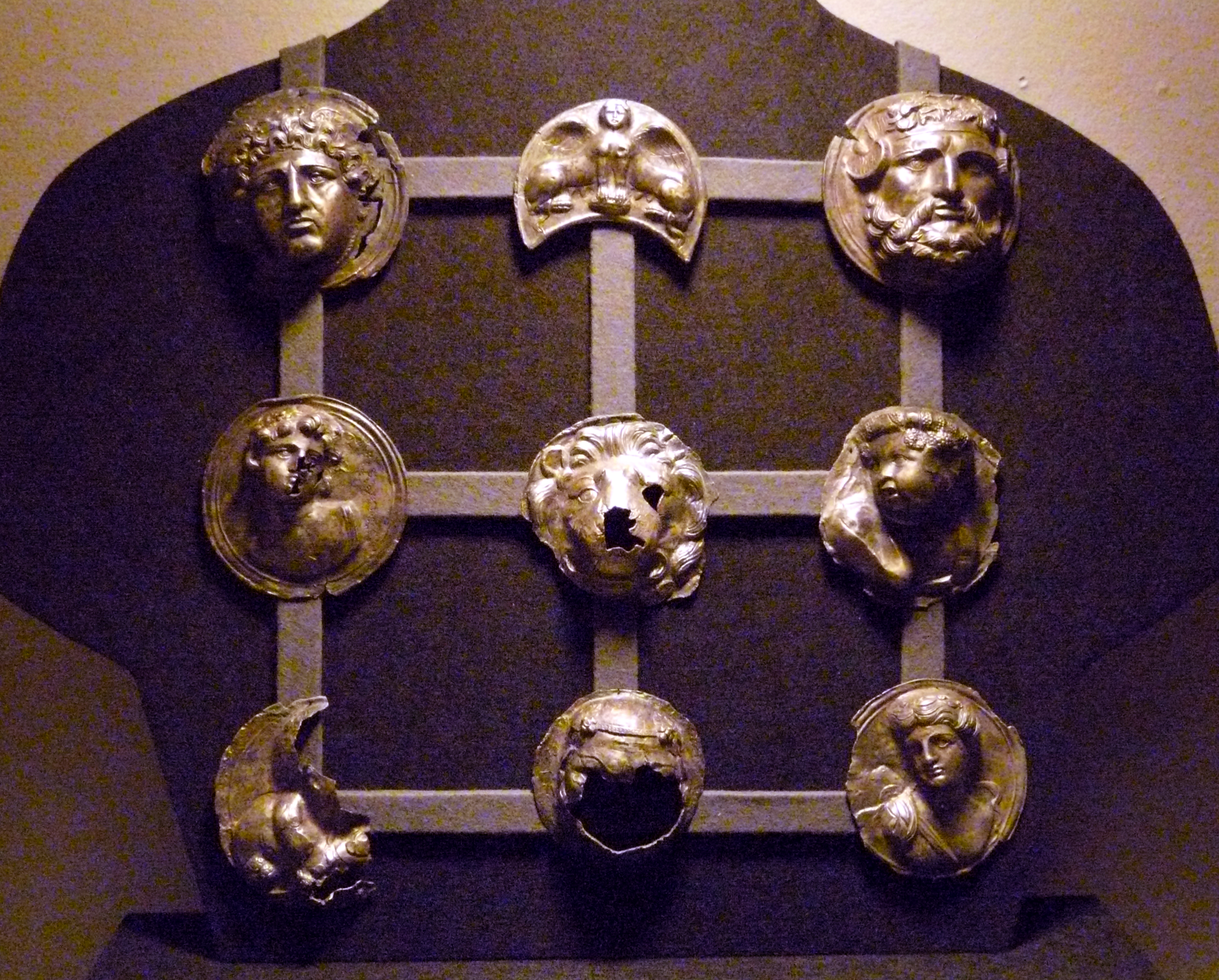
Kopie der Lauersforter Phalerae, Museumszentrum Burg Linn, Krefeld

Medamus war ein wahrscheinlich im 1. Jahrhundert n. Chr. tätiger Toreut und Silberschmied. Aufgrund seines Namens lässt sich vermuten, dass er weder Grieche noch Römer war. Nachgewiesen ist der Name in männlicher als auch weiblicher Form für die iberische Halbinsel. Aufgrund stilistischer Übereinstimmungen mit nachweislich in Gallien hergestelltem Silbergeschirr wird jedoch allgemein eine gallische Herkunft favorisiert.
Überliefert ist der Name durch die in punktierten Buchstaben aufgebrachte Signatur MEDAMI, die auf fünf der aus Silber getriebenen und auf Kupferplatten befestigten Ehrenzeichen zu finden ist, die für einen römischen Legionär namens Titus Flavius Festus angefertigt wurden. Dieses Ensemble befindet sich heute in der Berliner Antikensammlung (Inv.-Nr. Misc 8124bis). Dabei handelt es sich um das Fragment einer Ehrenschale mit Eichenkranz, einem Halsanhänger mit der Abbildung einer Doppelsphinx und neun, teilweise fragmentierte, Phalerae, die am 12. November 1858 bei Drainierungsarbeiten auf dem Rittergut Lauersfort im Kreis Moers gefunden wurden. Unklar ist, ob es sich bei der Signatur um den Namen des ausführenden Meisters oder den Inhaber der Werkstatt handelt.